# Also hat Gott die Welt geliebt (Liedruf)
Also hat Gott die Welt geliebt ist ein Liedruf, der im Gottesdienst, besonders in der Weihnachtszeit, als Kehrvers verwendet werden kann. Volker Ochs komponierte ihn um 1980 auf den biblischen Text Also hat Gott die Welt geliebt (Joh 3,16 ). Der Liedruf ist in verschiedenen deutschsprachigen Gesangbüchern enthalten, unter anderem im Evangelischen Gesangbuch (Nr. 28) und im Gesangbuch der Evangelisch-reformierten Kirchen der deutschsprachigen Schweiz (Nr. 419).

## Text
| Evangelisches Gesangbuch                                             | Lutherbibel |
| Also hat Gott die Welt geliebt, dass er seinen eingebornen Sohn gab. | Denn also hat Gott die Welt geliebt, dass er seinen eingebornen Sohn gab, auf dass alle, die an ihn glauben, nicht verloren werden, sondern das ewige Leben haben. |